# Роб Елліот
Роб Елліот (англ. Rob Elliot, нар. 30 квітня 1986, Чатем) — ірландський футболіст, воротар і граючий виконувач обов'язків тренера клубу «Гейтсхед».
Насамперед відомий виступами за клуби «Чарльтон Атлетик» та «Ньюкасл Юнайтед», а також юнацьку збірну Ірландії.

## Клубна кар'єра
У дорослому футболі дебютував 2004 року виступами за команду клубу «Чарльтон Атлетик», в якій провів сім сезонів, взявши участь у 96 матчах чемпіонату. 
Згодом з 2004 по 2007 рік на правах оренди грав у складі команд клубів «Бішопс-Стортфорд», «Ноттс Каунті» та «Аккрінгтон Стенлі».
До складу клубу «Ньюкасл Юнайтед» приєднався 2011 року.

## Виступи за збірну
Футболіст зіграв в 1 матчі за юнацьку збірну Ірландії і 4 матчі за головну команду країни.